# Erzbistum Palembang
Das Erzbistum Palembang (lateinisch Archidioecesis Palembangensis) ist ein römisch-katholisches Erzbistum mit Sitz in Palembang in Indonesien. Es umfasst die Provinzen Jambi, Bengkulu, Lampung, Riau, Bangka-Belitung und Sumatra Selatan.

## Geschichte
Papst Pius XI. gründete die Apostolische Präfektur Benkoelen am 27. Dezember 1923 aus Gebietsabtretungen der Apostolischen Präfektur Sumatra. Mit der Apostolischen Konstitution Apostolica wurde es am 13. Juni 1939 zum Apostolischen Vikariat erhoben und nahm den Namen, Apostolisches Vikariat Palembang, an.
Am 19. Juni 1952 verlor es einen Teil seines Territoriums zu Gunsten der Errichtung der Apostolischen Präfekturen Padang und Tandjung-Karang. Am 3. Januar 1961 wurde sie zum Bistum erhoben, das dem Erzbistum Medan als Suffraganbistum unterstellt wurde. Am 1. Juli 2003 wurde es in den Rang eines Metropolitanerzbistums erhoben.

## Ordinarien

### Apostolische Präfekten von Benkoelen
- Enrico Smeets SCI (28. Mai 1924–1926)
- Harrie van Oort SCI (19. Januar 1927–1934)
- Henri Martin Mekkelholt SCI (19. Januar 1934 – 13. Juni 1939)

### Apostolischer Vikar von Palembang
- Henri Martin Mekkelholt SCI (13. Juni 1939 – 3. Januar 1961)

### Bischöfe von Palembang
- Henri Martin Mekkelholt SCI (3. Januar 1961 – 5. April 1963)
- Joseph Hubertus Soudant SCI (5. April 1963 – 20. Mai 1997)
- Aloysius Sudarso SCI (20. Mai 1997 – 1. Juli 2003)

### Erzbischof von Palembang
- Aloysius Sudarso SCI (1. Juli 2003 – 3. Juli 2021)
- Yohanes Harun Yuwono (seit 3. Juli 2021)

## Statistik
| Jahr | Bevölkerung | Bevölkerung | Bevölkerung | Priester     | Priester         | Priester       | Priester               | Ständige Diakone | Ordensleute  | Ordensleute      | Pfarreien |
| ---- | ----------- | ----------- | ----------- | ------------ | ---------------- | -------------- | ---------------------- | ---------------- | ------------ | ---------------- | --------- |
| Jahr | Katholiken  | Einwohner   | %           | Gesamtanzahl | Diözesanpriester | Ordenspriester | Katholiken je Priester | Ständige Diakone | Ordensbrüder | Ordensschwestern |           |
| 1950 | 5.410       | 2.500.000   | 0,2         | 19           |                  | 19             | 284                    |                  | 36           | 76               | 8         |
| 1970 | 24.999      | 4.500.000   | 0,6         | 32           |                  | 32             | 781                    |                  | 47           | 121              |           |
| 1980 | 37.045      | 5.620.000   | 0,7         | 32           | 1                | 31             | 1.157                  |                  | 51           | 116              |           |
| 1990 | 59.670      | 7.406.000   | 0,8         | 40           | 4                | 36             | 1.491                  |                  | 64           | 192              | 24        |
| 2000 | 74.233      | 10.750.000  | 0,7         | 59           | 19               | 40             | 1.258                  |                  | 60           | 227              | 26        |
| 2003 | 76.201      | 10.828.441  | 0,7         | 69           | 22               | 47             | 1.104                  |                  | 65           | 236              | 26        |
| 2013 | 73.265      | 12.588.884  | 0,6         | 84           | 31               | 53             | 872                    |                  | 69           | 333              | 26        |
| 2019 | 80.070      | 14.217.147  | 0,6         | 93           | 41               | 52             | 860                    |                  | 78           | 368              | 29        |